# Infanterie-Regiment „Hessen-Homburg“ Nr. 166
Das Infanterie-Regiment „Hessen-Homburg“ Nr. 166 war ein Großverband der Preußischen Armee.

## Geschichte
Zum 1. April 1897 wurde das preußische Heer durch Befehl des Armeeoberkommandos erweitert und das Regiment aus Bataillonen der Infanterie-Regimenter Nr. 81, Nr. 87, Nr. 88 sowie dem Füsilier-Regiment Nr. 80 in Bitsch gebildet.
Bis 1899 war es der 83. Infanterie-Brigade in Erfurt, der 21. Division in Frankfurt/Main und dem XI. Armee-Korps in Kassel unterstellt. Anschließend gehörte sie bis 1909 zum  XVIII. Armee-Korps in Frankfurt und zur 42. Infanterie-Brigade. Danach war sie bis 1914 dem XV. Armee-Korps in Straßburg, der 31. Division in Straßburg sowie der 62. Infanterie-Brigade unterstellt.
Im August 1914 musste das Regiment im Rahmen der Mobilmachung ein Ersatz-Depot aufstellen. Mit Kriegsbeginn wurde das Unterstellungsverhältnis geändert und die Brigade/Division dem XXI. Armee-Korps und der 6. Armee zugeordnet.

### Kampfhandlungen, Gefechte und Schlachten

#### 1914 bis Januar 1915 Westfront
- 31. Juli bis 8. August – Grenzschutz gegen Frankreich
- 08. bis 19. August – Grenzschutzgefechts in Lothringen
- 20. bis 22. August – Schlacht in Lothringen
- 22. August bis 14. September – Schlacht von Nancy-Epinal
- 23. September bis 6. Oktober – Schlacht an der Somme
- 07. bis 10. Oktober – Stellungskämpfe westlich St. Quentin
- ab 7. Oktober – Stellungskämpfe an der Somme

bis 18. Januar – Stellungskämpfe an der Somme
- 19. Januar bis 2. Februar – Transport nach Osten

#### 4. Februar 1915 bis 17. Dezember 1917 Ostfront
- 04. bis 22. Februar – Winterschlacht in Masuren
- 23. Februar bis 6. März – Gefechte am Bobr
- 09. bis 12. März – Gefechte bei Sejny
- 25. bis 30. März – Gefechte bei Krasnopol und Krasne
- 31. März bis 20. Juli – Stellungskämpfe zwischen Augustów, Mariampol und Pilwiszki
- 21. Juli bis 7. August – Kämpfe an der Jesia und bei Wejwery
- 08. bis 18. August – Belagerung von Kowno
- 19. August bis 8. September – Njemen-Schlacht
- 09. September bis 2. Oktober – Schlacht bei Wilna
- ab 3. Oktober – Stellungskämpfe zwischen Krewo-Smorgon-Narotsch und Tweretsch
- 01. Januar bis 31. Dezember – Stellungskämpfe zwischen Krewo-Smorgon-Narotsch und Tweretsch
- bis 17. September – Stellungskämpfe zwischen Krewo-Smorgon-Narotsch und Tweretsch
- 18. September bis 5. Dezember – Stellungskämpfe zwischen Njemen-Beresina-Krewo-Smorgon-Narotsch und Tweretsch

06. bis 17. Dezember – Waffenruhe und Transport nach Westen

#### 18. Dezember 1917 bis 11. November 1918 Westfront
- ab 18. Dezember – Stellungskämpfe in Flandern
- bis 9. April – Stellungskämpfe in Flandern
- 10. bis 29. April – Schlacht um den Kemmel
- 30. April bis 27. Juli – Stellungskrieg in Flandern
- 29. Juli bis 11. September – Stellungskämpfe zwischen Maas und Mosel
- 12. bis 14. September – Ausweichkämpfe im Mihiel-Bogen
- 15. September bis 10. Oktober – Stellungskämpfe in der Woëvre-Ebene und westlich der Mosel
- 11. bis 28. Oktober – Stellungskämpfe auf den Höhen westlich der Mosel
- 29. bis 31. Oktober – Abwehrkämpfe zwischen Argonnen und Maas
- 29. Oktober bis 11. November – Abwehrschlacht in der Champagne und an der Maas
  - 01. bis 11. November – Abwehrkämpfe zwischen Aire und Maas, Rückzugskämpfe und Übergang auf das rechte Maasufer
- ab 12. November – Räumung des besetzten Gebietes und Marsch in die Heimat

### Regimentskommandeure
| Name                                   | Datum              |
| -------------------------------------- | ------------------ |
| Oberst Richard Lorenz                  | 1. April 1897      |
| Georg von Tempski                      | 18. April 1900     |
| Erich Tülff von Tschepe und Weidenbach | 4. Februar 1904    |
| Franz von Branconi                     | 11. September 1908 |
| Paul Scholz                            | 27. Januar 1911    |
| Paul Hucke                             | 1. Oktober 1913    |
| Paul von Joeden                        | 18. Oktober 1914   |
| Albert Karl Spalding                   | 21. April 1915     |
| Carl Maaß                              | 24. April 1915     |
| Oberstleutnant Dieckmann               | 29. Juni 1915      |
| Erich Sittig Graf von Hopffgarten      | 2. Februar 1916    |
| Karl Auer von Herrenkirchen            | 12. Mai 1916       |
| Oberstleutnant Pohlmann                | 7. September 1916  |
| Joachim von Schlichting                | 9. Mai 1919        |

### Sonstiges
Das Kriegsgericht in Nancy hat im Jahre 1924 mehrere Todesurteile gegen deutsche Offiziere verhängt, die mutmaßlich an der Massenhinrichtung in Gerbéviller beteiligt waren. So auch gegen den ehemaligen Regimentskommandeur Paul Hucke. Diese (Fehl)Urteile ergingen in Unkenntnis der Kommandostrukturen der deutschen Einheiten
Paul Heinrich Rosenthal (1849–1909) war Oberstabsarzt im Regiment Nr. 166
Georg Theodor Bauer war 1908 Kompaniechef in dem Regiment.